# 李行 (導演)
李行（1930年6月16日—2021年8月19日），本名李子達，江蘇武進人，生於上海，電影導演。縱橫影界逾70年，在台語片、健康寫實、瓊瑤電影都有代表作，3次榮獲金马奖最佳导演獎，有7部作品榮獲金马奖最佳剧情片獎（分別是《養鴨人家》、《路》、《秋決》、《吾土吾民》、《汪洋中的一條船》、《小城故事》、《早安台北》），對台灣電影影響深遠，被稱為「台灣電影教父」。

## 生平

### 早年
1930年，李行出生於上海市，其父親是財政部長宋子文的秘書李玉階。1948年，李行就讀蘇州國立社會教育學院藝術教育學系戲劇組，因為看了費穆導演的《小城之春》，而決定獻身戲劇、電影。同年因為國共內戰被迫休學並且遷徙至台灣，進入台灣師範學院（現今的台灣師範大學）就讀。
1949年2月，李行轉入台灣省立師範學院教育學系，經常參加校內話劇社的演出，並且擔任導演。李行參加職業劇團演出《桃花扇》、《青春》、《匪窟》等話劇演出。
1950年，參加台北市中山堂公演話劇《邊城曲》、《黨人魂》等演出。同年11月，參加大華影業公司《春滿人間》的演出。
1951年的青年節，李行參加大專院校勞軍團訪問金門縣、澎湖縣前線。李行參加農業教育電影公司《永不分離》的演出。

### 退伍後
1953年7月，李行退伍。同年8月，李行任教於臺灣省立師範學院附屬中學，擔任公民教員兼訓育組長。李行演出話劇《偷渡》（潘壘編導）、《以身作則》（李健吾編劇，李行導演）。
1954年，李行任自立晚報文教影劇記者。李行參加台灣省電影製片廠影片《罌粟花》（袁叢美導演）演出。9月，李行申請進入中央電影公司擔任基本演員，被拒。
1955年，導演話劇《舊情難忘》，在大華戲院公演。李行參加國光影業公司《聖女媽祖傳》（陳文泉導演）、自由影業公司《馬車伕之戀》（唐紹華編導）、台製影片《沒有女人的地方》（唐紹華導演）等片演出。8月6日，李行與師大體育系同學王為瑾結婚。
1956年6月30日，長子顯一出生。同年李行參與台製影片《翠領長春》（吳文超導演）、聯邦影業公司《沈常福馬戲團》（唐紹華導演）等片演出。
1957年，參加影片《情報販子》（唐紹華編導）演出兼副導演。李行參加影片《追兇記》（唐紹華編導）演出兼副導演。李行擔任影片《水擺夷之戀》（唐紹華導演）副導演。李行參加新世界戲院話劇演出《漢宮春秋》（張英導演），《藍狐狸》（唐紹華編導）、《辛亥革命》（唐紹華編劇，張英導演）、《兒心關不住》（徐天榮編劇，王生善導演）。
1958年，參加中一影業社影片《血戰》（田琛導演）演出兼副導演。李行導演處女作《王哥柳哥遊臺灣》。由李冠章與矮仔財分飾王哥柳哥的這部《勞萊與哈台》式的台語電影，雖是他的首支導演作品，但賣座極佳，因此接下來他拍攝的王哥柳哥系列作品均為台語片。王哥柳哥系列作品，因胖瘦兩主角劇情與影像出色，至今台灣人仍將體重過重的人稱為王哥，將體型瘦小的人稱為柳哥。
1959年，執導台聯影業公司的《豬八戒與孫悟空》、《豬八戒救美》，以及和永新福華合作之台語片《凸哥凹哥》。李行與李嘉、白景瑞合導中央電影公司的《還我河山》。李行因中央電影公司台中製片廠發生大火，於中影內部進行改組整理時，再度申請進入中影擔任導演仍被拒。

### 1960年代
1960年1月，隨父赴議會訪張祥傳議長，為托向市進出口公會拍片事說項。舊曆新年，李行立願：「在此一年中能拍一部水準以上的影片，為自由中國揚眉吐氣，更能榮宗耀祖，顯親揚名。」4月2日，李行女兒顯順出生。李行參與中影影片《音容劫》（宗由導演）演出。李行參加第十七屆戲劇節，遇盧碧雲、張玉琴，日內前往與之洽談合作拍片事。因台製廠長龍芳提攜進入台製擔任特約編導，拍攝省政建設彩色紀錄片《台灣地下水》、《台灣教育》。
1961年，李行編導台語片《王哥柳哥好過年》及《武則天》。李行與家人共同成立了「自立電影公司」，執導國、台語混合發聲的電影《兩相好》。
1962年7月17日，正式開拍《新妻鏡》，但因女主角問題而停拍。同年導演歌仔戲影片《金鳳銀鵝》，台語片《白賊七》、《王哥柳哥過五關斬六將》、《白賊七續集》。
1963年他轉而拍攝國語片《街頭巷尾》，首次與攝影師賴成英合作。同年續拍台語片《新妻鏡》，並進入中影公司，與李嘉合導國語彩色片《蚵女》，是台灣自力拍攝的第一部彩色劇情長片。
1964年，導演中影公司影片《養鴨人家》，首次與編劇張永祥合作。導演中影公司文藝片《婉君表妹》，首次與瓊瑤合作。1965年，導演瓊瑤小說改編文藝片《啞女情深》，中影出品。導演福華公司彩色國語片《貞節牌坊》。以中央電影公司的《養鴨人家》獲得第三屆金馬獎最佳導演。
1966年，與李嘉，白景瑞聯合執導歷史戰爭片《還我河山》。執導《日出日落》（龍裕公司與中華公司聯合出品）。1967年，執導中影寫實影片《路》，與中影正式簽基本導演合約，每年拍攝三部影片，支領月薪。
1968年，執導中影文藝片《玉觀音》。執導聯邦公司歌唱文藝片《情人的眼淚》。1969年，與胡成鼎、蔡東華、陳汝霖、劉登善、白景瑞、張永祥、賴成英、林贊庭等人合組大眾電影公司。5月4日文藝節，獲中國文藝協會頒發文藝獎章。執導中影公司歌唱片《群星會》。與李翰祥、胡金銓、白景瑞合導《喜怒哀樂》。

### 1970年代
1970年，導演大眾公司《母與女》與《愛情一二三》。9月，至新加坡宣傳，此行並訪問該國總統府，由總統私人秘書柳先生接待。1971年，為大眾公司拍攝影片《秋決》。
1972年，拍攝《風從哪裡來》。與白景瑞、李嘉合拍《大三元》。1973年，拍攝香港興發影業公司文藝片《彩雲飛》。大眾公司改組，擔任總經理一職。導演瓊瑤小說改編電影《心有千千結》。導演第一公司電影《婚姻大事》。
1974年，拍攝瓊瑤小說改編電影《海鷗飛處》。香港東方日報老闆馬亦盛成立馬氏影業公司，被委託擔任製片業務。執導香港文藝電影公司影片《海韻》。1975年為香港馬氏公司拍攝《吾土吾民》。
1976年，導演香港馬氏公司電影《碧雲天》。拍攝影片《浪花》，與作家瓊瑤發生版權糾紛。1977年，為聯合公司拍攝《風鈴·風鈴》，瓊瑤小說改編、張永祥編劇，這是三人合作的最後一部作品。拍攝影片《白花飄雪花飄》。9月18日，《秋決》獲印尼電影藝人協會評選為最佳影片。10月29日，中央電影公司製作，李行執導的新片《汪洋中的一條船》開鏡。
1978年10月11日，執導的新片《小城故事》開鏡，大眾電影公司製作。12月14日，《汪洋中的一條船》獲第2屆金炬獎。
1979年，以《汪洋中的一條船》獲得亞洲影展最佳導演獎。4月18日，與新加坡國泰機構三位代表會面之後，達成合作默契，將合作拍片進軍世界影壇。5月28日，於宜蘭縣頭城漁會開拍《早安台北》。6月16日，《汪洋中的一條船》在紐約華埠上映，導演李行親自主持首映典禮。6月29日，中央電影公司決定由李行導演自原定的劉家昌接手、張永祥改編劇本，拍攝陳若曦小說改編的電影《尹縣長》。11月2日，《小城故事》榮獲第16屆金馬獎最佳影片。12月22日，《小城故事》獲第3屆金炬獎。

### 1980年代
1980年，拍攝台灣作家鍾理和的傳記電影《原鄉人》。1月13日，率領外景隊一行人赴韓，拍攝由自立與國泰兩家影業公司共同出品的電影《原鄉人》之部分外景。3月15日，邀作家鍾理和之遺孀鍾台妹，參觀《原鄉人》的拍攝情形。11月3日，金馬獎得獎名單揭曉，李行導演的電影《早安台北》獲得最佳影片，大眾公司出品。12月31日，《早安台北》獲得國際天主教電影視聽協會中華民國分會頒予的第四屆優良國際影片金炬獎。
1981年，完成愛情片《又見春天》。拍攝中影影片《龍的傳人》。12月10日，建議政府相關單位，在訂定電影法草案時應讓電影事業各項事務的主管機關，擁有較多的行政權，以便電影事業的集中輔導與管理。
1982年7月，獲聘為世新大學電影科主任。隔月，因故請辭該職務。1983年，獨子顯一在美完成婚姻註冊手續。9月25日，女兒顯順結婚。籌拍影片《家變》，後因資金問題而作罷。與胡金銓、白景瑞合作拍攝台製影片《大輪迴》，負責拍攝第二世。擔任金馬獎評審委員兼召集人。
1984年1月15日，獨子顯一在台北圓山飯店婚禮。擔任「天下電影公司」總經理，負責製片工作，負責影片《玉卿嫂》的攝製工作，啟用張毅導演。執導影片《細雨春風》（中製）。3月，擔任第七屆優良創作短片及錄影帶金穗獎評審委員。
1985年1月15日，應新聞局電影處之邀，與明驥、廖祥雄、陳豫舜、郭南宏、王士祥和承錫康等七人組成工作委員會，為獎勵製作優良的政策性影片。1986年，執導台製出品之影片《唐山過台灣》。6月，出任第三十二屆亞太影展籌委會秘書長。
1987年1月21日，《唐山過台灣》獲選參加新加坡首屆國際影展。3月5日，決議參加美國電影學會主辦的洛杉磯國際影展，所執導的《唐山過台灣》將為亞洲部分影展的首映。4月30日，應第32屆亞太影展籌備委員會主任林登飛之邀，擔任亞太影展祕書處祕書長。5月1日，台灣省電影製片廠接獲日本東京國際電影節來函，邀請《唐山過台灣》參展。6月1日，所領導的第32屆亞太影展祕書處，計劃以籌組國際評審團、舉辦亞太各國60年代佳片名人回顧展及正式學術論文發表會三方面來提升亞太影展的國際地位。
1988年，擔任第十一屆金穗獎評審委員。李行籌備電影教育學校。李行參與新聞局之電影法修正聽證會。3月，李行擔任佳樂小姐評審。11月15日，參加電影輔導金審查會議。11月16日，於教育資料館審議「優良教育影片」獎勵推廣要點。
1989年5月17日，籌組成立中華民國電影導演協會，李行被推選為首屆理事長。1990年被推選為「台北金馬國際影展執行委員會」主席。10月，李行應北京中國電影家協會之邀，與宋存壽、陳坤厚、蔡揚名、林清介、萬仁等人赴北京參加研討會。

### 1990年代
1991年李行續任金馬獎執行委員會主席，爭取中國大陸娛樂圈的電影從業者來台未果。修訂執委會章程，更名為「台北金馬影展執行委員會」，並積極尋求企業捐助。11月16日，組團參加中國大陸「金雞百花獎」活動，為台灣電影界首次正式參加中國大陸影展。
1992年1月6日，膺選為國家建設研究會文教建設研究組第八主題「輔導電影事業之發展」召集人，於9日與導演侯孝賢共同出席會議，與海內外學者討論振興中華民國電影事業的可行方案。李行續任金馬獎執委會主委，增設觀眾票選活動，並增加武術指導獎。李行與香港電影導演會會長吳思遠極力奔走下，1月10日至1月17日得以在香港舉行首屆「海峽兩岸暨香港電影導演研討會」。
1993年，續任金馬獎執行委員會主席，促成中國大陸影人正式組團來台參加金馬獎。1994年1月16日，獲選為1993年最佳導演（中華民國電影導演協會）。李行辭謝金馬獎主席職務。6月，組團參加中國第一屆珠海電影節。12月26日，父親李玉階於南投逝世，享年95歲。
1995年10月，李行受聘擔任第二屆上海國際電影節評審委員。12月，李行獲得第三十二屆金馬獎頒發終身成就獎。
1996年2月5日，獨子李顯一車禍去世。8月，李行擔任長春電影節評審。10月，接任台灣電影文化公司董事長。12月18日，參加中國第二屆珠海電影節。
1997年6月8日，母親李過純華女士在南投逝世，享年95歲。6月30日，參加香港主權交還中國之大典，係台灣唯一受邀觀禮的影人。9月17日，參加日本福岡影展，作品《原鄉人》獲選做觀摩映演。12月23日，參加在東京八百人劇場舉辦之「台灣電影回顧展」。12月，台影在李行導演積極推動下，獲得「亞太媒體中心高科技媒體園區」許可證。
1998年8月，擔任長春國際電影節評審委員。11月18日，組團參加在重慶舉辦的第七屆金雞百花雙獎活動。
1999年1月10日，率團參加在南京舉行的第五屆海峽兩岸暨香港電影導演研討會。7月3日，行政院新聞局局長程建人設宴，慶賀導演70大壽暨從影50週年紀念。8月31日，中華民國電影基金會董事會改選，聘任導演為金馬獎執行委員會主席。9月17日至9月24日，於台北舉辦「兩岸電影半世紀──謝晉、李行影展」，展出作品並舉行座談會。12月23日，時報出版公司舉辦（黃仁編著）新書發表會，慶祝導演從影50週年紀念，現場並放映由何平執導的紀錄片《李行和他的行李》。12月30日，獲贈第5屆香港文教傳播聯會之「千禧年演藝工作貢獻獎」。

### 2000年以後

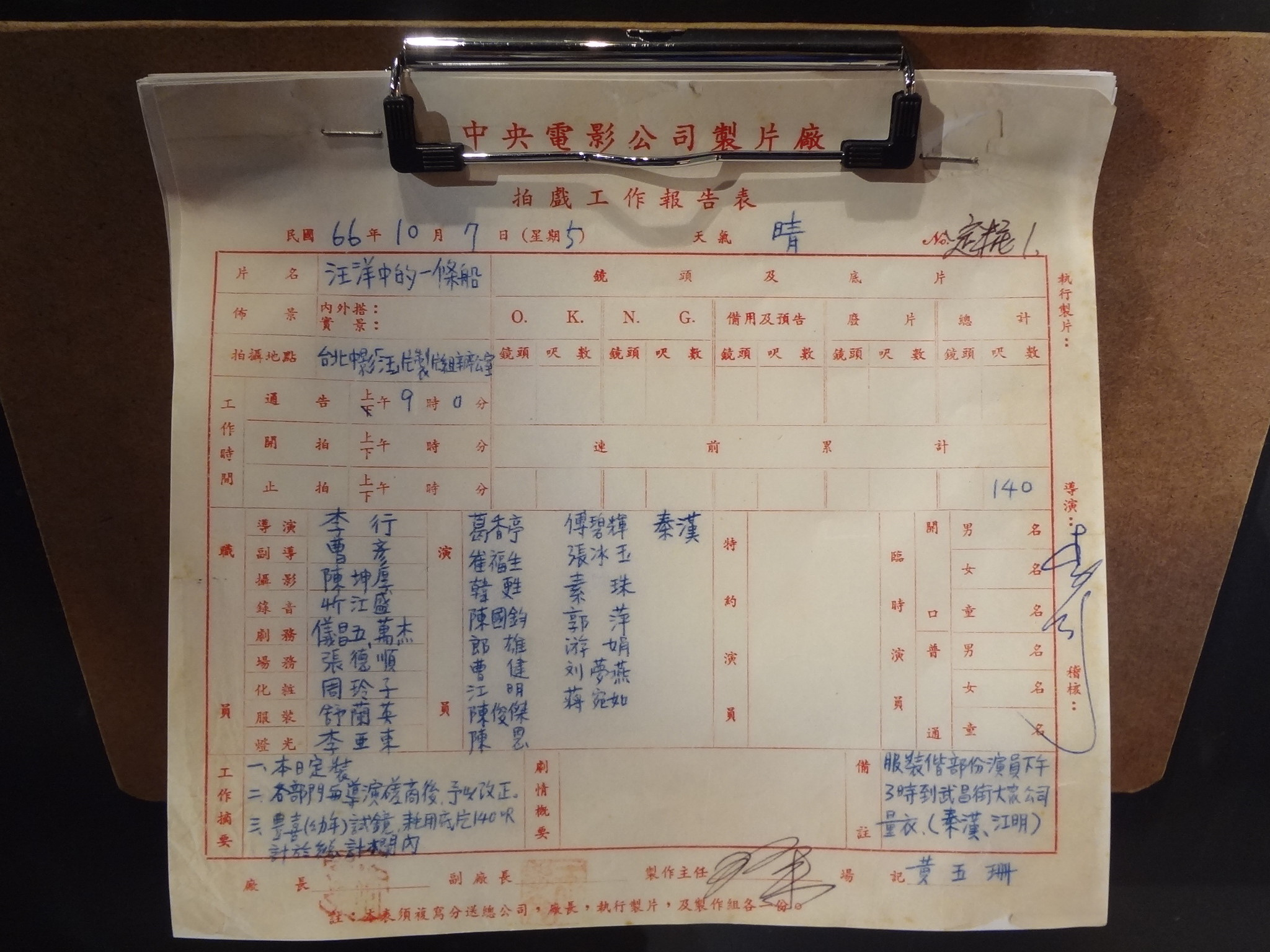
李行簽名的中央電影公司製片廠拍戲工作報告表

2000年1月19日，續任台北金馬影展執行委員會主席。2月28日，因支持宋楚瑜競選總統，而傳出中央電影公司董事長葉潛昭有意取消其「製片審核小組」召集人職務。3月9日，不滿遭中央電影公司泛政治化打壓，辭去該公司董事職務。
2006年，擔任紀錄片《百慧藏坤》的監製，此片講述百歲人瑞畫家陳慧坤一生之故事（王童導演）。李行參與中華民國導演協會為邵曉鈴製作祈福海報之簽名活動，其他參與簽名的電影界人士包括吳宇森、朱延平、王童、李崗、李祐寧、吳思遠等人。李行擔任第51屆亞太影展評審團主席，並打破往年不成文的獎項分配慣例，堅持不應再重複分配舊制，而以影片個別成績考量，在所有評審都同意的情況下，終於為亞太影展邁出了歷史性的一大步。並擔任影展頒獎人，頒發終身成就獎給香港資深影人邵逸夫。
2007年，擔任中華民國紅心字會榮譽理事長一職協助協會推廣社會公益。2011年1月25日，李行獲頒二等景星勳章。
2009年與明驥一同獲得電影產業獎。
2021年8月19日，李行因心臟衰竭病逝，享耆壽91歲。

## 提名與獎項

### 金馬獎
| 年份   | 獲提名         | 獎項           | 結果 |
| ------ | -------------- | -------------- | ---- |
| 1965年 | 養鴨人家       | 最佳導演       | 獲獎 |
| 1972年 | 秋決           | 最佳導演       | 獲獎 |
| 1978年 | 汪洋中的一條船 | 最佳導演       | 獲獎 |
| 1979年 | 小城故事       | 最佳導演       | 提名 |
| 1986年 | 唐山過台灣     | 最佳導演       | 提名 |
| 1995年 | 終身成就特別獎 | 終身成就特別獎 | 獲獎 |

## 榮譽
2011年1月25日，總統馬英九在總統府頒授「  二等景星勳章」，以表彰李行對台灣電影的貢獻。
2021年7月4日，國際天文聯會將544033號小行星命名李行，以表揚他的電影藝術成就。

## 外部連結
- 李行在互联网电影资料库（IMDb）上的資料（英文）
- 李行在香港影庫上的簡介
- 李行在豆瓣上的资料（简体中文）
- 李行在时光网上的簡介（简体中文）